# Fernanda Castillo
 (février 2018).
Si vous disposez d'ouvrages ou d'articles de référence ou si vous connaissez des sites web de qualité traitant du thème abordé ici, merci de compléter l'article en donnant les références utiles à sa vérifiabilité et en les liant à la section « Notes et références ».
Pour les articles homonymes, voir Castillo.
Fernanda Castillo est une actrice mexicaine née le 24 mars 1982 à Mexico.

## Filmographie

### Actrice

#### Cinéma
- 2007 : Corazón marchito : Karina
- 2007 : Déficit
- 2016 : No Manches Frida : Caro
- 2016 : Que Pena Tu Vida : Úrsula
- 2016 : Rumbos Paralelos : Adriana
- 2018 : Corazón de león
- 2018 : Sacudete Las Penas : Maria
- 2018 : Una Mujer Sin Filtro : Paz López
- 2018 : Ya Veremos : Alejandra

#### Courts-métrages
- 2013 : El huésped
- 2013 : Shakespeare tuvo una hermana

#### Télévision
- 2000 : Mi destino eres tú : Extra en Boda
- 2002 : Las Vías del Amor : Mónica Loyola
- 2002-2005 : Mujer, casos de la vida real
- 2003 : Clap!... El lugar de tus sueños : Camila
- 2006 : La fea más bella : Mónica
- 2007 : Destilando amor : Daniela Montalvo
- 2010 : Mujeres asesinas : Joana Palacios
- 2010-2011 : Teresa : Luisa de la Barrera Azuela
- 2011 : Como dice el dicho : Aura
- 2012 : Amor bravío : Viviana del Valle
- 2013-2017 : El Señor de los Cielos : Mónica Robles
- 2016 : El Chema : Mónica Robles
- 2017 : La Fan : La Parka
- 2018 : Enemigo íntimo